# Lloyd B. Carleton
Lloyd B. Carleton, pseudonimo di Carleton B. Little (1872 – New York, 8 agosto 1933), è stato un regista, attore e produttore cinematografico statunitense.

## Filmografia

### Regista
- St. Elmo, co-regia di Barry O'Neil – cortometraggio (1910)
- She's Done It Again – cortometraggio (1910)
- Love Versus Strategy – cortometraggio (1912)
- Tricked Into Happiness – cortometraggio (1912)
- His Mistake – cortometraggio (1912)
- Love and Tears
- The Price of a Silver Fox – cortometraggio (1912)

- When Love Leads – cortometraggio (1912)

- Literature and Love – cortometraggio (1913)
- The Lost Note – cortometraggio (1913)
- For His Child's Sake – cortometraggio (1913)
- Diamond Cut Diamond – cortometraggio (1913)
- The Veil of Sleep – cortometraggio (1913)
- Longing for a Mother – cortometraggio (1913)
- Margaret's Painting – cortometraggio (1913)
- The Angel of the Slums (1913)
- The Wiles of Cupid – cortometraggio (1913)

- The Walls of Jericho, co-regia di James K. Hackett – cortometraggio (1914)

- The Idler (1914)

- The Girl I Left Behind Me – cortometraggio (1915)
- A Studio Escapade – cortometraggio (1915)
- Motherhood – cortometraggio (1915)
- The Girl with the Red Feather – cortometraggio (1915)
- Gli amanti della giungla (The Jungle Lovers) – cortometraggio (1915)
- In the Midst of African Wilds – cortometraggio (1915)
- The Flashlight – cortometraggio (1915)
- Their Sinful Influence – cortometraggio (1915)
- The White Light of Publicity – cortometraggio (1915)
- The Love of Loti San – cortometraggio (1915)
- The Golden Spurs – cortometraggio (1915)
- Sacred Tiger of Agra – cortometraggio (1915)
- The Yaqui
- Two Men of Sandy Bar (1916)

- Barriers of Society  (1916)

- Flash of a .45

### Sceneggiatore
- The Walls of Jericho, regia di Lloyd B. Carleton e James K. Hackett (1914)